# Rallicola harrisoni
Rallicola harrisoni är en insektsart som beskrevs av Emerson 1955. Rallicola harrisoni ingår i släktet Rallicola och familjen fjäderlöss. Inga underarter finns listade i Catalogue of Life.